# Cloruro di bario
Il cloruro di bario è un composto inorganico del cloro e del bario con la formula BaCl2. Come la maggior parte degli altri sali del bario, è bianco, tossico e conferisce una colorazione giallo-verde alla fiamma. È anche igroscopico, convertendosi prima nel diidrato BaCl2(H2O)2. Ha un uso limitato in laboratorio e nell'industria.
A temperatura ambiente si presenta sotto forma di cristalli bianchi, igroscopici, inodori, solubili in acqua.

## Struttura e proprietà
Il cloruro di bario cristallizza in due forme polimorfi. Una forma ha la struttura cubica della fluorite (CaF2) e l'altra la struttura ortorombica della cotunnite (PbCl2). Entrambi i polimorfi accolgono la preferenza del grande ione Ba2+ per numeri di coordinazione maggiori di sei. La coordinazione di Ba2+ è 8 nella struttura della fluorite e 9 nella struttura della cotunnite. Quando la struttura di cotunnite è sottoposta a pressioni di 7-10 GPa, si trasforma in una terza struttura, una fase post-cotunnite monoclina. Il numero di coordinazione di Ba2+ aumenta da 9 a 10.
In soluzione acquosa il cloruro di bario si comporta come un semplice sale; in acqua è un elettrolita 1:2 e la soluzione presenta un pH neutro. Le sue soluzioni reagiscono con lo ione solfato (SO42-) per produrre un precipitato bianco denso di solfato di bario (BaSO4):
{\displaystyle {\ce {Ba^{2+}\ +\ SO4^{2-}->BaSO4}}}
L'anione ossalato effettua una reazione simile restituendo ossalato di bario (BaC2O4):
{\displaystyle {\ce {Ba^{2+}\ +\ C2O4^{2-}->BaC2O4}}}
Quando viene miscelato con idrossido di sodio, dà il diidrossido, che è moderatamente solubile in acqua.

## Preparazione
Su scala industriale, viene preparato tramite un processo in due fasi da barite (solfato di bario):
{\displaystyle {\ce {BaSO4 \ + \ 4C -> BaS \ + \ 4CO}}}
Questo primo passaggio richiede temperature elevate.
{\displaystyle {\ce {BaS\ +\ 2HCl->BaCl2\ +\ H2S}}}
Al posto dell'acido cloridrico (HCl), si può usare il cloro.
Il cloruro di bario può in linea di principio essere preparato da idrossido di bario o carbonato di bario. Questi sali basici reagiscono con l'acido cloridrico per dare cloruro di bario idrato.

## Usi
Sebbene poco costoso, il cloruro di bario trova applicazioni limitate in laboratorio e nell'industria. Nell'industria, il cloruro di bario viene utilizzato principalmente nella purificazione della salamoia negli impianti di cloro e anche nella produzione di sali per trattamenti termici come la carbocementazione dell'acciaio. La sua tossicità ne limita l'applicabilità. In laboratori didattici e su piccola scala viene usato in un saggio di riconoscimento dei solfati: il bario cloruro reagisce con i solfati formando il sale solfato di bario, precipitato bianco insolubile.

## Sicurezza
Il cloruro di bario, insieme ad altri sali di bario solubili in acqua, è altamente tossico. Il solfato di sodio e il solfato di magnesio sono potenziali antidoti perché formano il solfato di bario (BaSO4), che è relativamente non tossico a causa della sua insolubilità.